# Movimento de Santidade
O Movimento de Santidade (em inglês:  Holiness Movement) no cristianismo é um movimento que ensina que a natureza carnal da humanidade pode ser purificada através da fé e pelo poder do Espírito Santo possibilita que seus pecados sejam perdoados através da fé em Jesus Cristo. Os benefícios incluem poder espiritual e uma capacidade para manter a pureza de coração (que foram, pensamentos e motivos corrompidos pelo pecado). A doutrina é tipicamente atribuída nas igrejas de Santidade como total santificação ou perfeição cristã.

## Crenças
O movimento visa promover um cristianismo que é pessoal, prático, muda as vidas, e completamente avivado. As crenças fundamentais do movimento de santidade são (1) regeneração por graça através da fé, com a garantia de salvação pelo testemunho do Espírito Santo, (2) santificação total como uma segunda obra definitiva da graça, recebida por fé, pela graça, e realizada através do batismo e do poder do Espírito Santo, através do qual o crente está habilitado a viver uma vida santa.
No contexto do movimento de santidade, a primeira obra da graça é a salvação do pecado, e que sem nenhum valor de esforço humano pode alcançar a santidade. As pessoas são salvas por graça através da fé em Jesus Cristo, que fez a expiação pelos pecados humanos.
A segunda obra da graça se refere a uma experiência pessoal subsequente à regeneração, na qual o crente é purificado da natureza carnal, e é fortalecido pelo Espírito Santo para levar uma vida santa. Embora possa haver alguns que ensinam que é possível levar uma vida sem pecado, a maioria ensinam que é, ainda possível para os santificados para o pecado, um crescimento na graça depois dessa experiência espiritual, segundo devem lutar pela perfeição.
Grupos pentecostais se identificam como parte do movimento de santidade e acreditam que o poder santificador do Espírito Santo é evidenciado por sinais visíveis exteriormente, como falar em línguas.
A experiência de santificação capacita o crente a viver uma vida santa. A maioria das pessoas do movimento de santidade interpretam isso como viver uma vida livre do pecado intencional ou a prática do pecado. O objetivo é viver uma vida como Cristo, para serem conformes à imagem de Cristo e não do mundo. Dado que a santidade é a obra sobrenatural de um coração transformado pelo Espírito Santo, muitas igrejas têm o cuidado de seguir os princípios morais e que eles percebem com a convicção do Espírito Santo. A maioria dos seguidores do movimento de santidade que, como Cristo disse, enfatizam que o amor cumpre toda a lei de Deus.

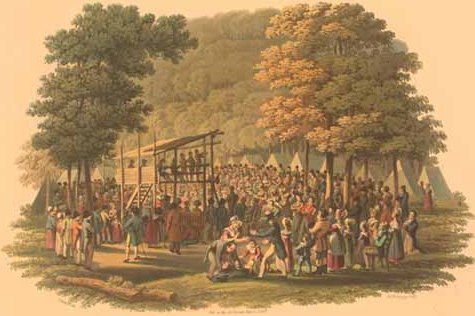
Uma gravura de um campo metodista em 1819
Biblioteca do Congresso

Grupos de Santidade tendem a se opor ao antinomianismo, que é uma estrutura teológica que afirma que a lei de Deus é feito com a distância. Grupos de Santidade acreditam que os aspectos morais da lei de Deus são pertinentes para hoje, uma vez que a lei foi finalizada em Cristo. Esta posição não atrai a oposição de alguns evangélicos, que refutam tal atitude ou desprezam. A Reforma Protestante (particularmente luterana, que confessa que o cristão verdadeiro é ao mesmo tempo 100% santo em Jesus mas também 100% pecador em si mesmo; e calvinista) ensina que os crentes são justificados pela graça através da fé e não através de quaisquer esforços ou estados de espírito da sua parte, que os efeitos da pecado original permanecem mesmo na mais fiel das almas. Batistas e presbiterianos normalmente possuem uma interpretação diferente da interpretação do Movimento de Santidade no que tange as questões doutrinárias: Santidade e justificação. Ao mesmo tempo, grupos protestantes modernos e liberais (como a Igreja Metodista Unida) tendem a ignorar ou minimizar a doutrina em favor de preocupações sociais e expressões mais recentes da teologia e prática cristã.

## Denominações
O Movimento de Santidade tem a formação de vários grupos cristãos, incluindo:
- Igreja Santidade Livre
- Igreja Wesleyana
- Igreja Metodista Livre
- Igreja Evangélica Holiness do Brasil
- Igreja do Nazareno
- Exército da Salvação
- Igreja de Deus em Cristo
- Igreja de Cristo (Santidade) EUA
- Churches of Christ in Christian Union
- Igreja de Deus (Anderson, Indiana)
- Igreja de Deus (Santidade)
- Igreja Evangelica Metodista
- Movimento de Santidade Conservador
- World Gospel Mission
- Brunstad Christian Church, também conhecido por alguns como "Smithy of curse "
- Igreja de Deus (Cleveland, Tennessee)
- A Igreja de Deus (Charleston, Tennessee)
- Christ's Sanctified Holy Church
- The Fellowship (Australia)
- Church of Daniel's Band

Em adição, o movimento pentecostal originou-se do Movimento de Santidade.